# Charles Halley
Pour les articles homonymes, voir Halley.
Ne doit pas être confondu avec Charles Haley, joueur de football américain.
Charles Louis Halley, né le 1er décembre 1884 à Paris et décédé le 16 mai 1972 à Toulon, est un ingénieur français nommé architecte en chef des monuments historiques de 1923 à 1953.

## Biographie
Charles Louis Halley, né le 1er décembre 1884 dans le 6e arrondissement de Paris, se marie le 11 avril 1908 dans la même ville, et décède le 16 mai 1972 à Toulon. Il est diplômé de l'École des Beaux-arts de Paris le 24 février 1910, et sera architecte en chef des monuments historiques de 1923 à 1953.

## Réalisations
On lui attribue la réalisation de la double porte d'entrée du cimetière parisien de Thiais, ainsi que la façade de l'église Saint-Nicolas-du-Chardonnet à Paris.

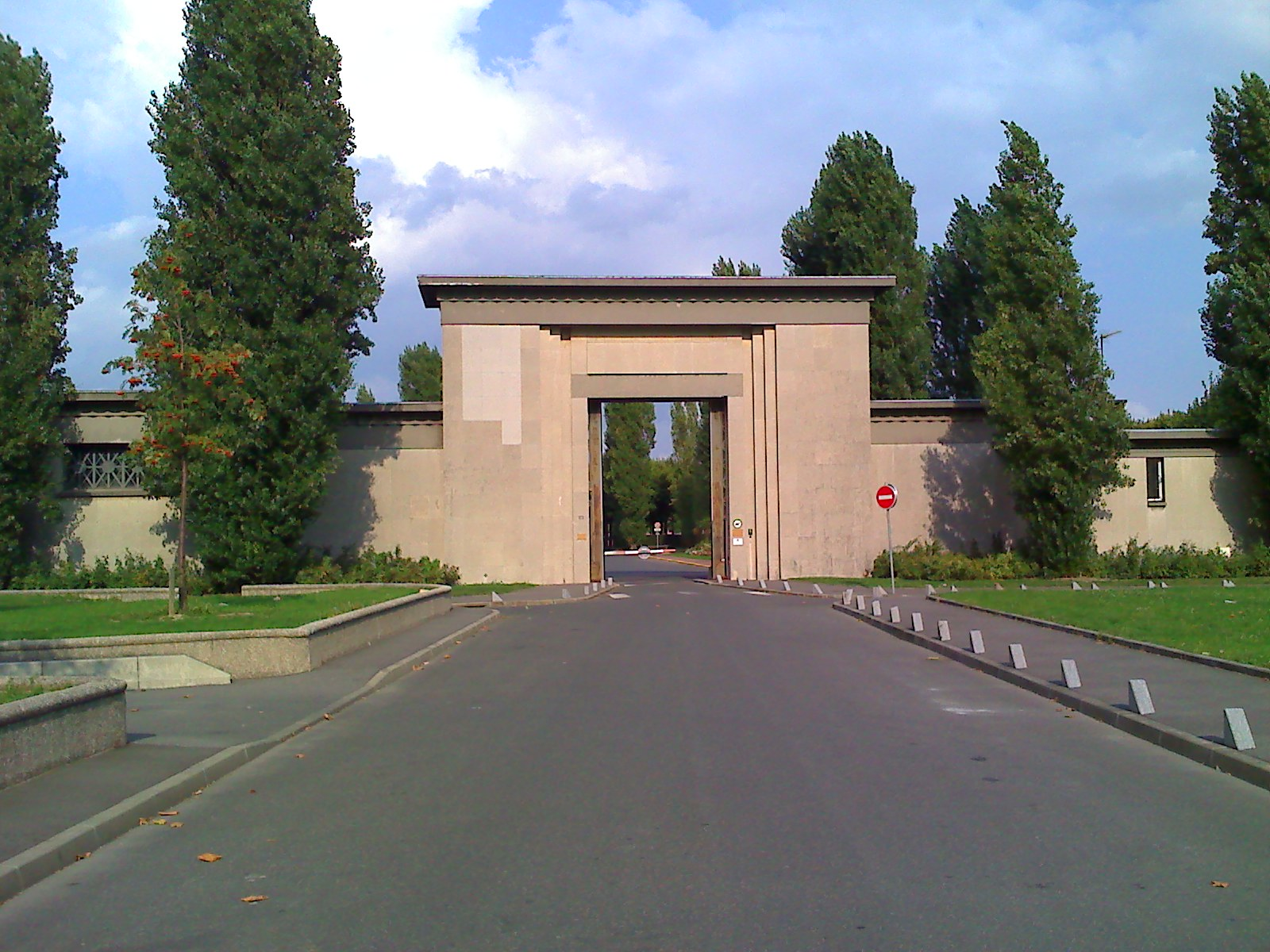
Entrée principale du cimetière parisien de Thiais.
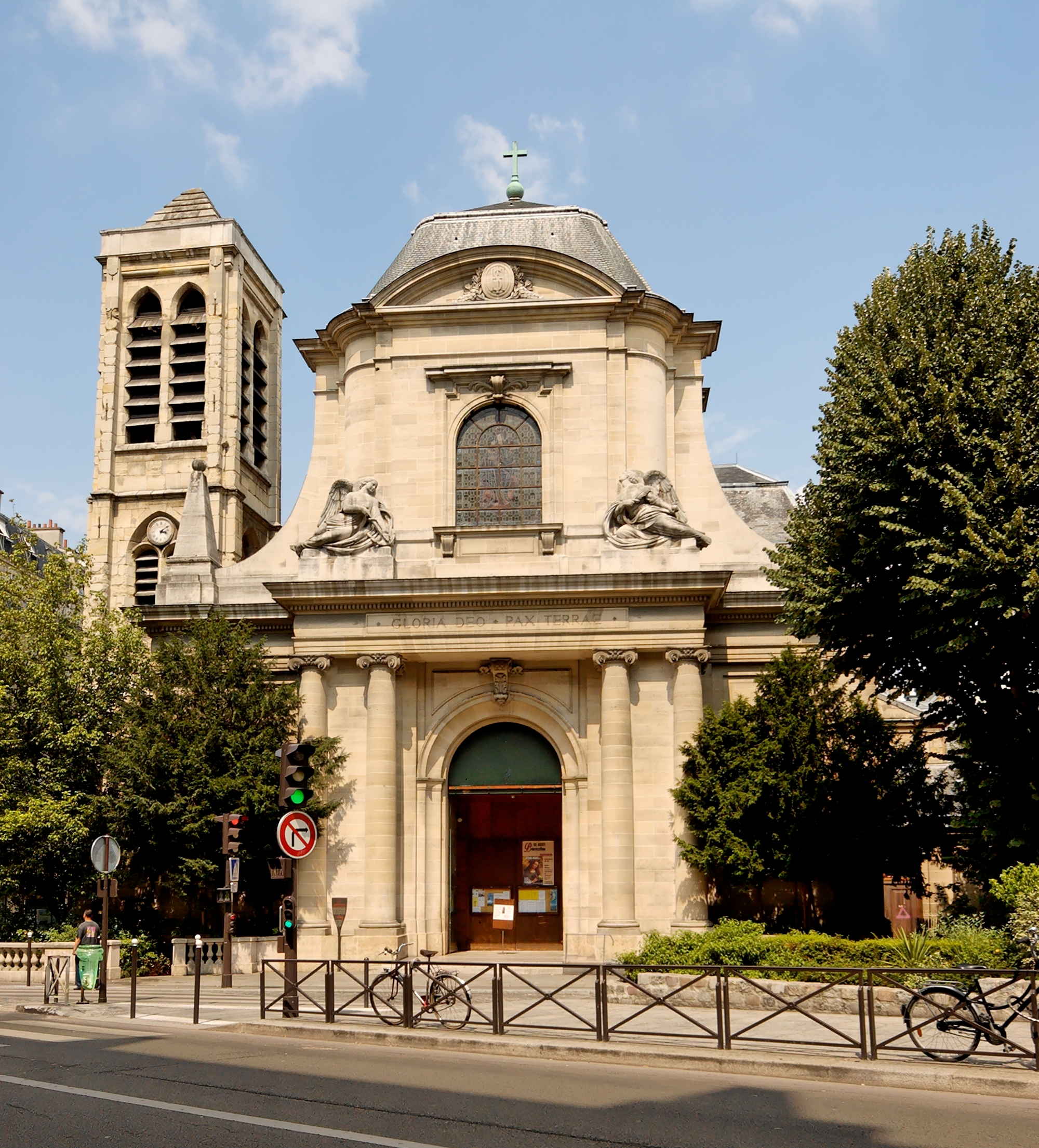
Façade de l'église Saint-Nicolas-du-Chardonnet, Paris 5e.

## Distinctions
Il est nommé chevalier de l'ordre national de la Légion d'honneur en 1932, puis officier en 1953.